# Martin Gruneweg
Martin Gruneweg (* 25. April 1562 in Danzig, Königlich-Preußen; † um 1618) war ein deutscher Kaufmann und Dominikanermönch. Seine Aufzeichnungen über Reisen nach Osteuropa und Konstantinopel sind bedeutende Zeugnisse über diese Zeit.

## Leben

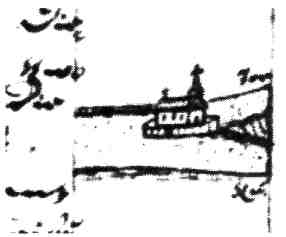
St. Annenkirche in Lemberg

Er war Sohn eines deutschen lutherischen Kaufmanns in Danzig. Mit fünf Jahren besuchte Martin eine örtliche Schule, 1579 ging er nach Bydgoszcz, wo er auch polnisch lernte. Seit 1582 arbeitete Martin Gruneweg bei einem deutschen Kaufmann in Warschau als Gehilfe. Dort lernte er einen armenischen Kaufmann kennen, zu dem er 1584 nach Lemberg reiste. Mit ihm unternahm er einige Reisen nach Kiew, in das Großfürstentum Moskau und in das Osmanische Reich nach Konstantinopel.
1587 kehrte Gruneweg nach Danzig zurück und konvertierte ein Jahr später zum Katholizismus. Er wurde Dominikanermönch in Lemberg und 1592 Priester.
1602 begab er sich auf eine Reise nach Italien (Rom, Venedig). Danach lebte er kurzzeitig in Dominikanerklöstern in Krakau und Warschau und seit 1605 in Płock.
Er starb um 1618.

## Werk
Martin Gruneweg schrieb seine Reiseerlebnisse detailliert auf. Diese Aufzeichnungen blieben erhalten und sind wichtige Zeugnisse über die Kultur, Geographie und zeitgeschichtlichen Ereignisse der bereisten Gegenden.
Sie wurden 2008 erstmals gedruckt veröffentlicht.
- Almut Bues, Albrecht Berger (Hrsg.): Die Aufzeichnungen des Dominikaners Martin Gruneweg (1562 – ca. 1618) über seine Familie in Danzig, seine Handelsreisen in Osteuropa und sein Klosterleben in Polen. Band 1–4. Harrassowitz, Wiesbaden 2008. Etwa 2000 Seiten. (Google Buch)